# فریبا بلوچ

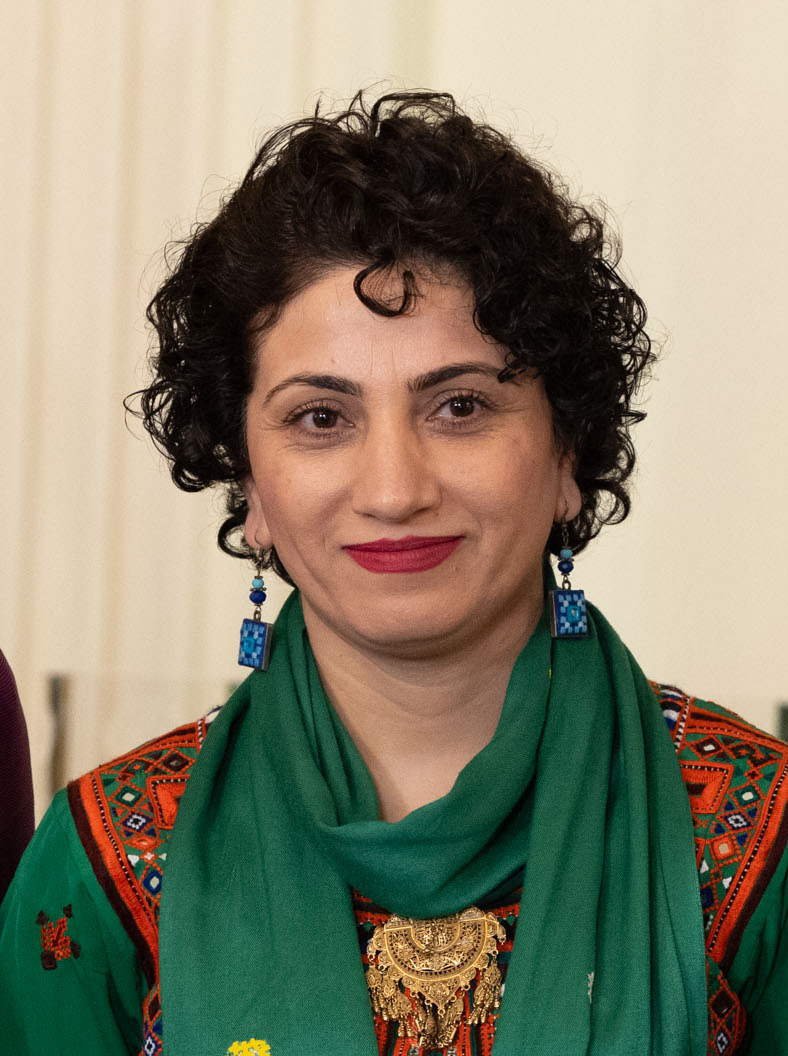
فریبا بلوچ در ۲۰۲۴

فریبا بلوچ فعال حقوق بشر و فعال حقوق زنان اهل استان سیستان و بلوچستان، ایران است. در ۲۰۲۴، وی برنده جایزه بین‌المللی زنان شجاع شد.

## زندگی‌نامه
فریبا بلوچ در استان سیستان و بلوچستان، ایران به عنوان معلم مشغول به کار بود و بعد از آنکه به بریتانیا، مهاجرت کرد، به فعالیت در زمینه حقوق بشری رو آورد.

## گروگان‌گیری خانواده توسط وزارت اطلاعات
در ۲۳ ژوئن ۲۰۲۳، فریبا بلوچ از لندن، در گفتگو با فرداد فرحزاد در تلویزیون ایران اینترنشنال اعلام کرد، وزارت اطلاعات جمهوری اسلامی ایران، بیش از پنج روز است که فرزند پسر و برادر خود را «گروگان» گرفته است. بلوچ به فرحزاد گفت: «از طرف وزارت اطلاعات به من اعلام کردند، تا [زمانی‌که] من از فعالیت‌هایم در لندن دست برندارم، [آن‌ها] به بازداشت پسر و برادرم در ایران، ادامه می‌دهند». وزارت اطلاعات همچنین به بلوچ گفت، «حذف» او در لندن برایشان راحت است.